# William Miller (botánico)
William Miller ( * ca. 1831 - 1898 ) fue un botánico inglés.

## Algunas publicaciones

### Libros
- 1884. A dictionary of English names of plants applied in England and among english-speaking people to cultivated and wild plants, trees, and shrubs. Ed. J. Murray (Londres). viii + 264 pp.

- La abreviatura «W.Mill.» se emplea para indicar a William Miller como autoridad en la descripción y clasificación científica de los vegetales.[1]

Se poseen cinco registos IPNI de sus identificaciones y clasificaciones de nuevas especies, las que publicó en : The Standard Cyclopedia of Horticulture; L. H. Bailey, Standard Cycl. Hortic. ii.